# 埃琳·弗吕堡
埃琳·弗吕堡（瑞典語：Elin Flyborg，1976年10月5日—），瑞典女子足球运动员，场上位置是中场。她曾入选2000年夏季奥林匹克运动会瑞典女子足球队名单，但并未上场参赛。